# Lozania
Lozania là một chi thực vật có hoa trong họ Lacistemataceae.

## Loài
Chi Lozania gồm các loài: